# Кукова Острва на Светском првенству у атлетици на отвореном 2011.
Кукова острва су учествовала на 13. Светском првенству у атлетици на отвореном 2011. одржаном у Тегу од 27-4. септембра дванаести пут. Репрезентацију Кукових Острва представљала је једна такмичарка, која је учествовала у трци на 100 метара. , 
На овом првенству Кукова Острва нису освојила ниједну медаљу. Није било нових националних рекорда. Постигнут је један рекорд сезоне.

## Учесници
Жене:
- Патриша Теа — 100 м

## Резултати

### Жене
| Атлетичарка | Дисциплина | Лични рекорд | Квалификације | Квалификације | Група    | Група      | Полуфинале            | Полуфинале            | Финале                | Финале       | Детаљи |
| Атлетичарка | Дисциплина | Лични рекорд | Резултат      | Место         | Резултат | Место      | Резултат              | Место                 | Резултат              | Место        | Детаљи |
| ----------- | ---------- | ------------ | ------------- | ------------- | -------- | ---------- | --------------------- | --------------------- | --------------------- | ------------ | ------ |
| Патриша Теа | 100 м      | 12,79        | 12,44 ЛР      | 3. у гр. 3 КВ | 12,62    | 8. у гр. 3 | Није се квалификовала | Није се квалификовала | Није се квалификовала | 54 / 71 (73) |        |

Легенда: НР = национални рекорд, ЛР= лични рекорд, РС = Рекорд сезоне (најбољи резултат у сезони до почетка првества), КВ = квалификован (испунио норму), кв = квалификова (према резултату)